# RIPE NCC
RIPE NCC (Réseaux IP Européens Network Coordination Centre) er den RIR der dækker Europa, Mellemøsten, Centralasien. En RIR sørger for uddelegering af nummerresourcer (IP-adresser, AS-numre) til organisationen placeret i dennes virkefelt. Det er en not-profit organisation hvor hver af det godt 4300 medlemmer i 65 lande betaler et medlemsgebyr svarende til deres individuelle størrelse. Enhver person eller organisation kan ved at betale medlemsgebyret blive medlem af RIPE NCC. Medlemmerne er primært firmaer i tele/data-industrien samt større virksomheder. Hovedsædet findes i Amsterdam og der bliver beskæftiget godt og vel 90 mennesker.

## Ansvarsområder
- Uddelegering af IPv4-adresserum, IPv6-adresserum samt AS-numre.
- Drift af K-root (en af Internettets rod-navneservere).
- Drift og vedligeholdelse af RIPE Whois Database Arkiveret 14. august 2006 hos  Wayback Machine.
- Drift og vedligeholdelse af RIPE Routing Registry Arkiveret 27. april 2006 hos  Wayback Machine.
- ENUM-koordinering.
- Indsamling og publicering af neutrale statistikker for Internettet (udvikling og ydelse)